# Царица Небесная (христианство)
Царица Небесная (лат. Maria Regina) — христианский титул Девы Марии. Почитание Марии как царицы формировалось постепенно в первые века христианства. Это отражалось в литературе, искусстве, теологии и благочестии верующих.

## Развитие царского почитания Марии в первом тысячелетии

### Библейская основа
В Благовещении Мария призвана быть Матерью Сына Божьего и Царя Давида: «И даст Ему Господь Бог престол Давида, отца Его; и будет царствовать над домом Иакова во веки, и Царству Его не будет конца» (Лк. 1:32, 33). Это стало основой для более позднего представления о том, что Мария, будучи матерью Мессии-Царя, разделяет его царскую власть.

### Ранние подходы (конец IV века, начало V века)
Первые упоминания о почитании Богоматери как царственной фигуры встречаются в искусстве конца IV века и в литературе начала V века. До V века изображения Богоматери были скромными, а в литературе она не имела придворного окружения.
В сценах Поклонения волхвам, таких как серебряный реликварий Сан Назаро Маджоре в Милане, датируемый до 382 года, и рельефная панель в Музее Лавижери в Карфагене, созданная около 430 года, Мария впервые предстает как часть королевского двора Христа. В литературе позже можно встретить упоминания о том, что Мария была частью двора Христа-Царя. Пруденций, умерший после 405 года, также подчеркивает это в контексте почитания волхвов, а Севериан Габалинский, умерший после 408 года, описывает, как Пресвятая Дева была призвана во дворец, чтобы служить божественному материнству.

### Королева-мать (первая половина V века)

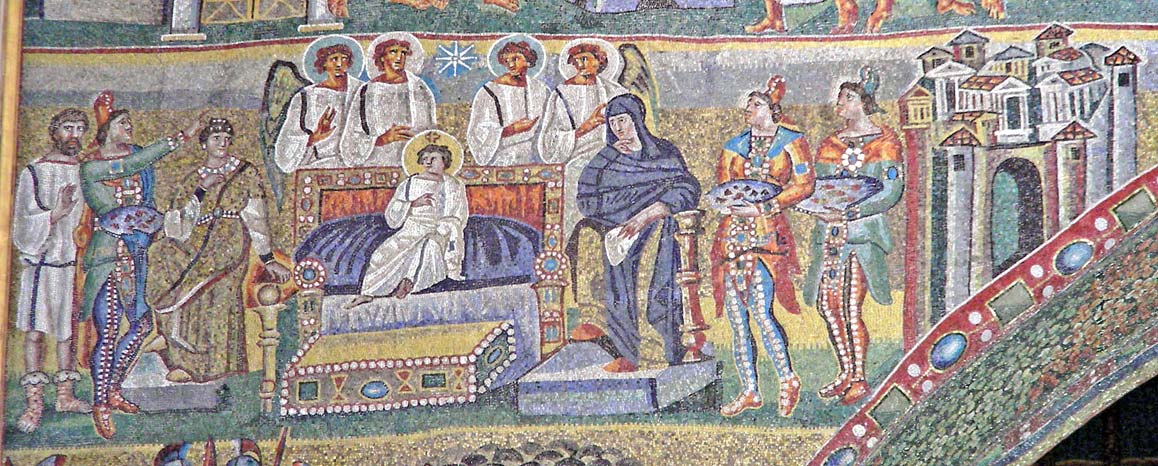
Рим, Санта Мария Маджоре, Триумфальная арка, Поклонение волхвов: Мария как королева-мать (434)

В первой половине V веке Богоматерь впервые в искусстве и литературе получила придворный атрибут — она стала именоваться Королевой-матерью, но ещё не царицей. Искусство также дает самые ранние сведения об этом. В Александрийской хронике (392—412) она изображена с ребёнком на руках и, подобно Иисусу Христу, в черно-красном цвете драгоценного императорского пурпура.
На мозаиках триумфальной арки в церкви Санта-Мария-Маджоре в Риме, завершенных в 434 году, Мария изображена в золотой Кикле. Это придворное одеяние носили королевы-матери и святая Дева Мария на Небесах. Кикла предназначалась для женщин императорской семьи, которые ещё не достигли высшего статуса августы (императрицы).
Вскоре появляются литературные свидетельства: Исихий Иерусалимский († после 450 г.) называет Деву Марию «Матерью Небесного Царя», а Петр Хрисолог, митрополит Равеннский († около 450 г.), воздает ей почести как «Госпоже» и «Матери Правителя».

### Царица Небесная рядом с Царем Небесным (конец V века)
Лишь в конце V века люди начали почитать Марию как небесное воплощение земной Царицы и все точнее определяли её достоинство. В литературе её сначала называли «небесной царицей» (Хрисипп Иерусалимский, † 479), а в некоторых латинских проповедях — «наша госпожа» (Domina nostra), что также было титулом императриц.
До середины VI века значение этих символов оставалось неясным. Лишь тогда сложился окончательный образ Maria Regina. Теперь её царственность была истолкована. Самые ранние свидетельства об этом содержатся в документах Константинополя и связывают её власть с обязанностями византийского императора, а также с защитой империи как внутри, так и снаружи. Кульминацией интерпретации царского достоинства Марии стало «Carmen in laudem sanctae Mariae» Венантия Фортуната, написанное в Равенне около 600 года. Согласно этому произведению, царство Марии охватывает небо, землю и подземный мир, то есть весь космос. Она правит не самостоятельно, а рядом со своим Сыном, Небесным Царем и подчиняется Ему. Об этом свидетельствует то, что Он даровал ей императорские регалии, официальные одежды и позволил занять Свой трон.
В начале VI века в изобразительном искусстве появился новый образ Марии. Он был вдохновлен позднеантичными изображениями византийской императорской четы. Мария изображена на троне, как императрица, рядом со своим сыном. Она одета в драгоценные пурпурные одежды и окружена ангелами. На её голове — императорский нимб, а плечи укрыты епитрахилью с паллой.

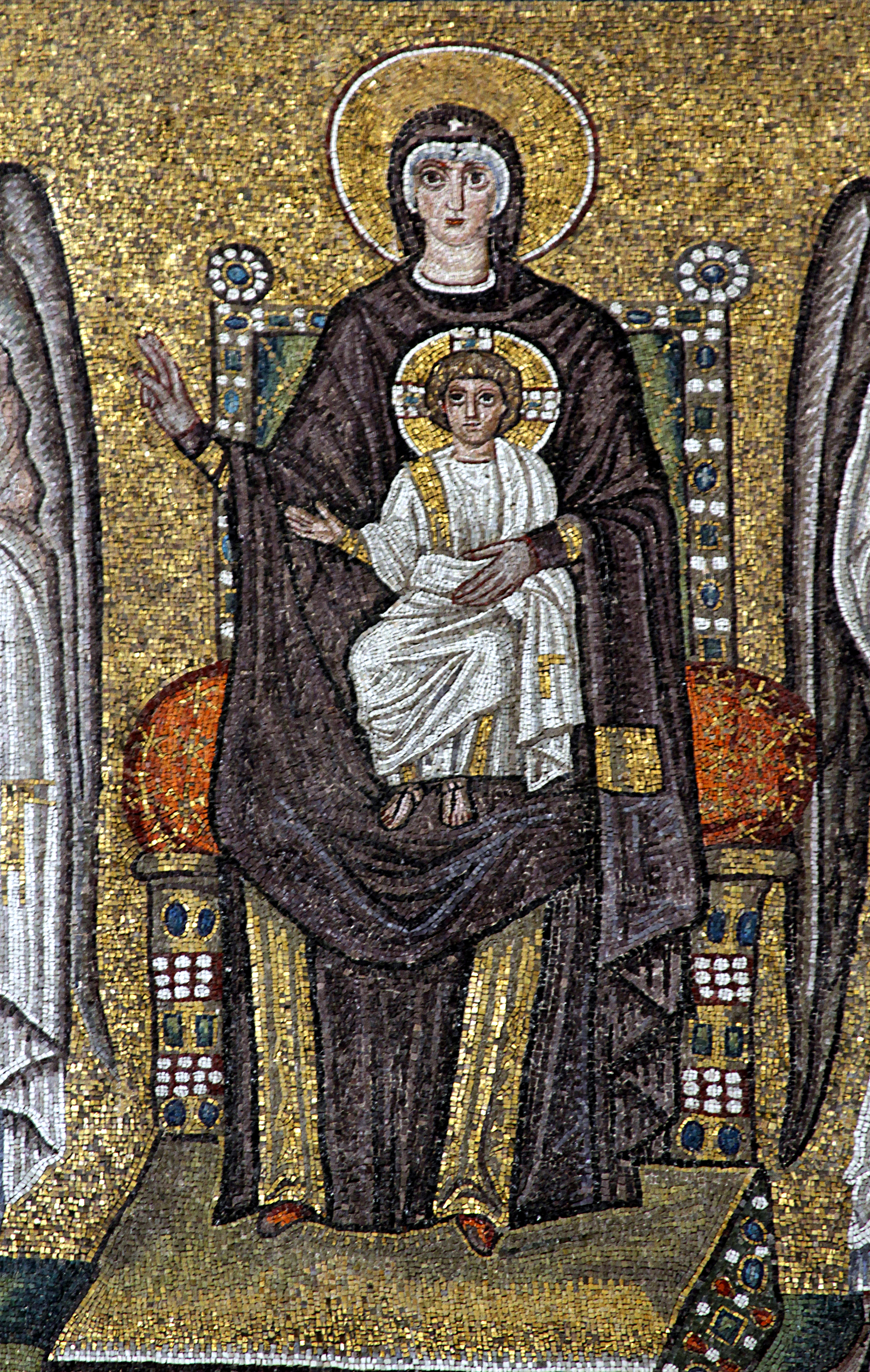
Дева Мария между ангелами (около 526 г.), мозаика в Сант-Аполлинаре Нуово в Равенне.

Богоматерь изображается рядом со своим Сыном — Царем Небесным, подобно императрице в Византийской империи, стоящей рядом с супругом. Однако, несмотря на сходство с императорским образом, важно помнить о дистанции. Это проявляется в отказе от небесных атрибутов, которые являются главными символами отличия императрицы и императора:
- императорская диадема
- императорские официальные костюмы (фиолетовая хламида и императорский триумфальный алтарь)
- туфли, украшенные драгоценными камнями

Эти различия подчеркивают, что царственность Иисуса Христа и Марии отличается от земной власти. Христос и его Мать — не земные правители, а небесные существа.
Изображение Марии-царицы на драгоценном каменном троне в пурпурном платье стало доминирующим образом на протяжении столетий в Западном и Восточном Риме. Со временем царственность Марии стали подчеркивать дополнительными символами, такими как венок из руки Божьей и небесный глобус, которые ей вручали. К этим знакам добавились различные иконографические элементы: ангелы, апостолы, святые и епископы, представляющие Церковь. У каждого из них были свои задачи в Царстве Христа.

### Царица Вселенной рядом со своим сыном (VI век)

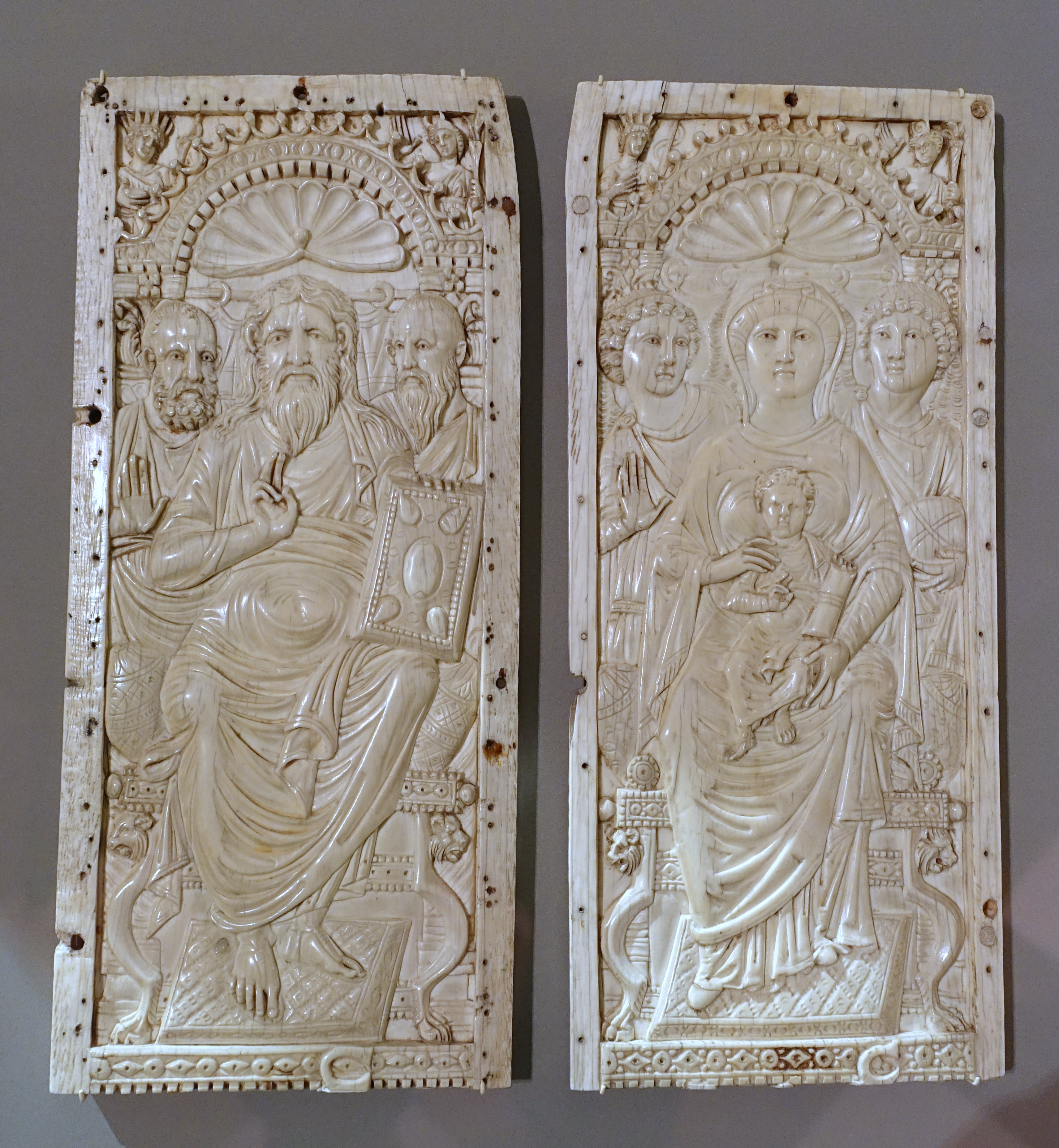
Берлин, Музей Боде, Диптих с Христом и Богоматерью, Константинополь (520—550)

Тема власти над космосом возникла в искусстве раньше, чем в литературе. На диптихе из слоновой кости в музее Боде в Берлине (между 520 и 550 годами) и на мозаике апсиды церкви Панагии Ангелоктистос в Кити на Кипре (начало VII века) небесный глобус символизирует господство над вселенной. На диптихе мать Иисуса сидит на троне под апсидой в форме раковины, напоминая императрицу Феодору на её мозаике в церкви Сан-Витале в Равенне. В небесах изображены луна и солнце, символы власти над миром, а один из двух ангелов вручает их ребёнку и его матери. На мозаике в апсиде два ангела выполняют эту же роль. Поскольку Мария родила Христа, Вседержителя, она участвует в его правлении над космосом. Она одета в традиционное платье царицы, а не в императорские одежды.

### Мария Августа (императрица) (2-я половина VI века)

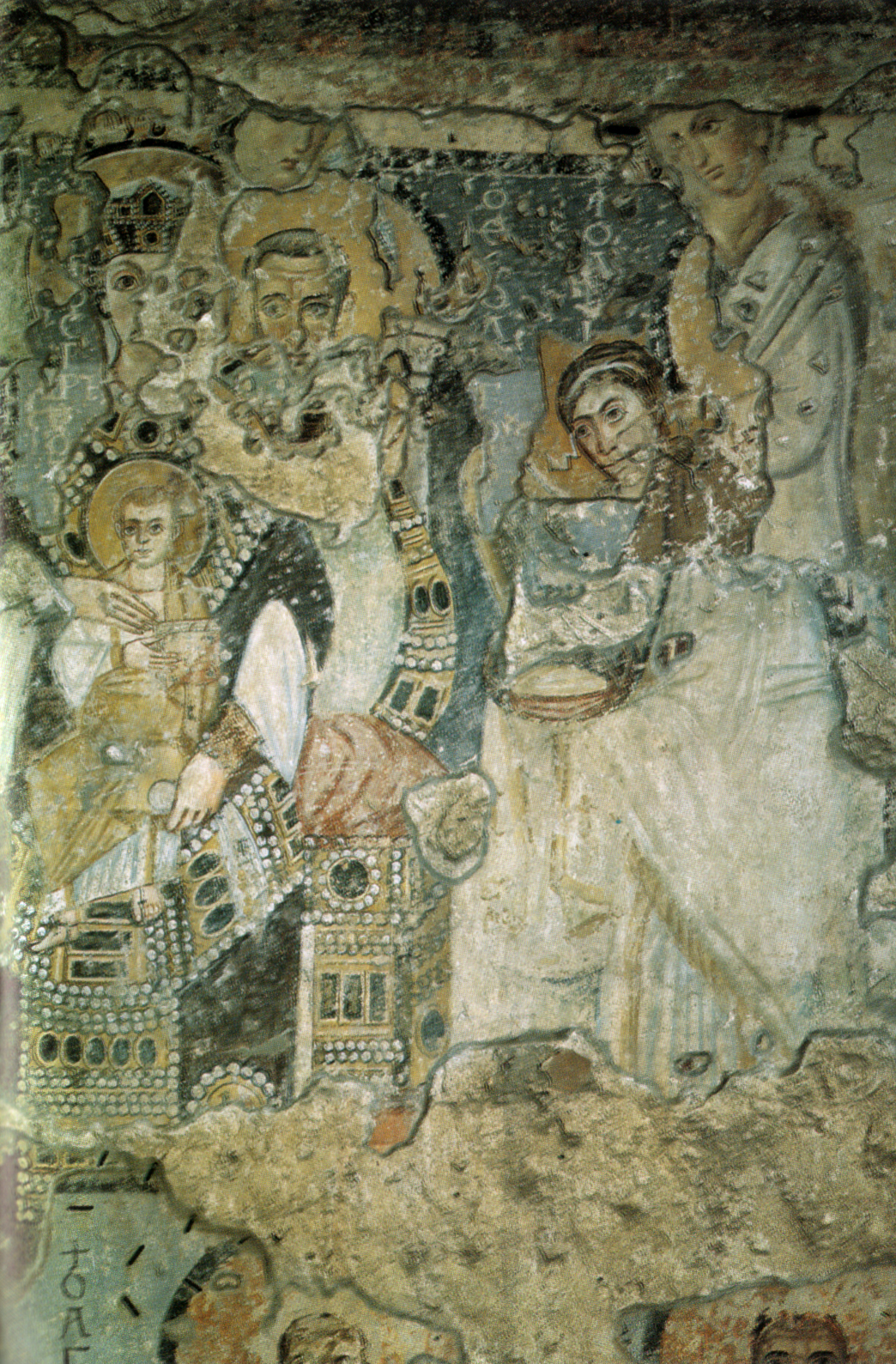
Рим, Санта Мария Антиква, нижний слой фрески палимпсеста, Мария как византийская императрица (565—578)

Переломный момент в изображении Maria Regina произошёл во времена императрицы Софии, жены Юстина II (565—578). Тогда её с сыном представили на стене византийского официального здания, на пандусе к императорскому дворцу на римском Палатине. Мария восседала на императорском лиротроне, увенчанная драгоценной диадемой в триумфальном алтаре. Два ангела почтительно держали золотую корону.
Небесная царица стала императрицей Восточной Римской империи. С ней начали связывать управление, единство и процветание государства. Вероятно, это изображение императрицы Марии появилось после победы Византии над остготами и возвращения Рима в состав империи. Его цель — объединить старый и новый Рим, укрепить связь между ними и императорским домом. Образ Марии-царицы, стал политическим инструментом. Это заметно по тому, как его убрали, когда здание превратили в церковь.
Образ Марии стал политическим символом в византийской часовне амфитеатра Дурреса (Албания, до 630 года).

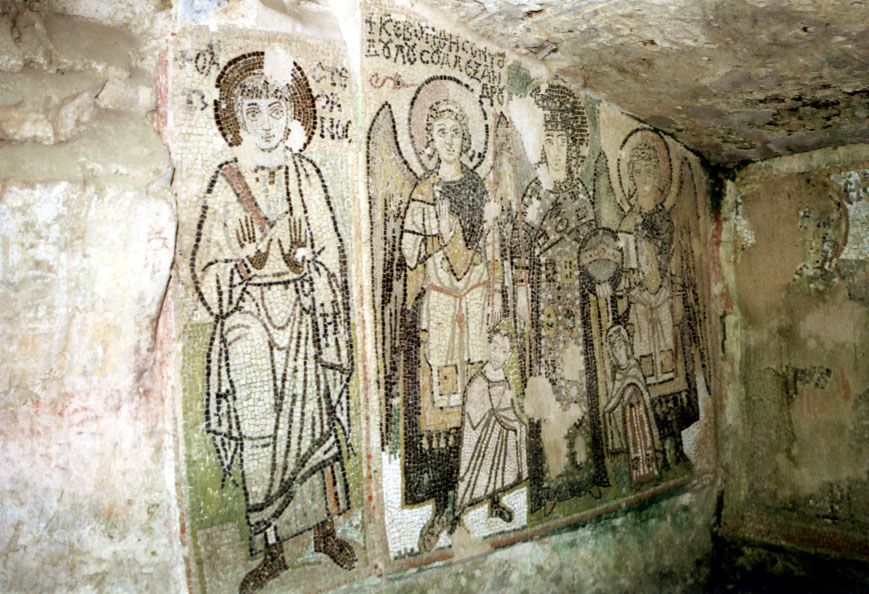
Дуррес, амфитеатр, часовня, мозаика, Мария как Небесная Императрица с крестом и небесным глобусом (до 630 г.)

Мария в драгоценной диадеме и с триумфальным алтарем императрицы держит в правой руке Крест Христов — символ победы христианской Виктории, а в левой — небесный глобус, украшенный знаками зодиака и солнца. Небесная Императрица символизирует победоносную силу Христа, правительницу космоса и дарительницу мира. Первоначальный тип этого изображения, вероятно, возник в контексте великой победы византийцев над аварами и славянами в 626 году под Константинополем. В Диррахии, окруженном и находящемся под угрозой со стороны славян, образ небесной царицы призван укрепить веру в силу Марии, способной даровать победу и мир.
Изображение Марии-императрицы в драгоценной диадеме и платье Августы, а также портрет Марии-Августы в Риме, выделяются среди других изображений Марии.

### Святая Дева и Царица (не позднее VIII века)

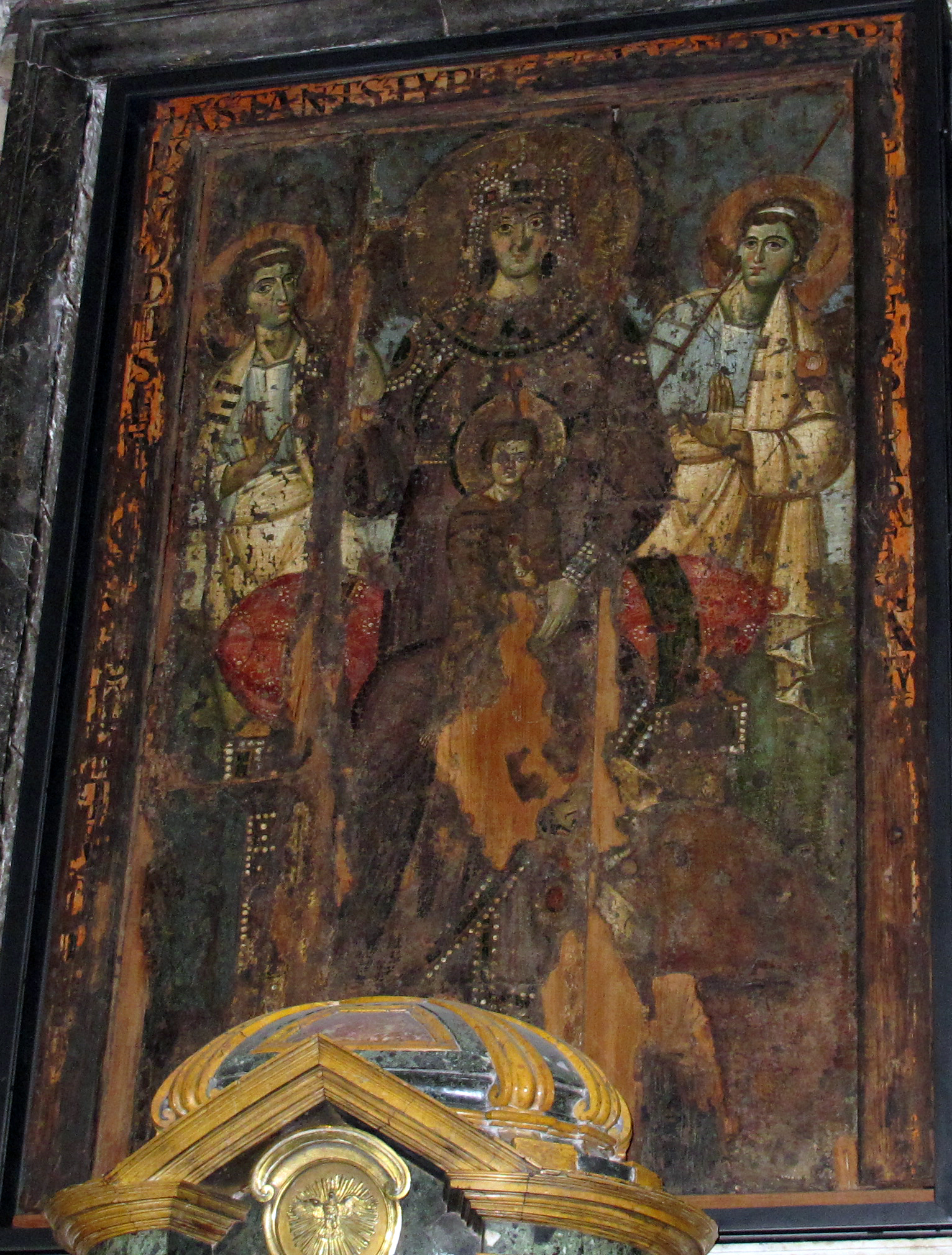
Рим, Санта-Мария-ин-Трастевере, икона, Мария делла Клеменца (начало VIII века)

Изображение Марии как царицы редко встречалось до XII века, и то только в Риме. Один из таких примеров — образ Пресвятой Девы Марии в цикле на Небесах, который можно увидеть в церкви Санта-Мария-Маджоре. Этот мотив также представлен на реликварии Градо VI века. На этом изображении Мария сидит рядом со своим сыном на императорском троне. Её украшает нимб и скипетр-распятие, но нет императорской диадемы. Она появляется только в начале VIII века. Примером такого изображения служит икона Мадонны делла Клеменца в церкви Санта-Мария-ин-Трастевере. Драгоценная диадема подчёркивает царственность Марии, а киклада с жемчугом и драгоценными камнями символизирует её девственность. Этот портрет не имеет параллелей с византийским образом императрицы. Мария не носит византийскую диадему Августы или её официальное одеяние. Такой тип изображения возник в среде папства. Вероятно, папы хотели показать свою независимость от византийских правителей, представив уникальный образ Марии как царицы. Это видно по отсутствию знаков отличия Августы. Х. Бельтинг отмечает, что со времён Иоанна VII (705—707) Мария фактически правила Римом, а Папа был её представителем.

### Возможные факторы возникновения королевского почитания Марии
Идея придать матери Иисуса царское достоинство, вероятно, возникла под влиянием почитания Христа, начавшегося в ранневизантийскую эпоху. Это было вдохновлено Никейским собором (325 г.), который учил о единосущии Сына Божьего с Богом Отцом. На основе этого учения Христос не только получил императорские титулы, но и его жизнь рассматривалась с точки зрения императора. Небеса изображались как императорский город с тронным залом, где Христос восседал на троне в окружении ангелов. В этой системе ангелы стали помощниками престола, апостолы и мученики — придворными и небесными магистратами. В таком контексте присвоение матери небесного царя почетного придворного титула и соответствующих символов стало естественным. Для неё титул «Королева-мать» с соответствующими атрибутами был очевиден. Тем более, что по императорскому закону V века родственницам чиновников, включая жену и мать, разрешалось носить одежду и седло, соответствующие их статусу.

### Maria Reginaи языческие царицы небесные
Почитание Марии как Царицы Небесной уходит корнями в язычество. Культ цариц небесных существовал в разных религиях. В Римской империи, например, богине Танит из арабо-ханаанского региона поклонялись как «Царице Небесной». Но, пожалуй, самым известным был культ египетской богини Изиды, которую называли Regina caeli. И, конечно, нельзя забыть о богине Юноне.
Арабские купцы приносили Марии пироги. Это напоминает культ Танит. Поэтому возник вопрос, не связан ли титул «Regina caeli», который носит Мария, с этим культом. Однако единственное упоминание титула Танит встречается в узких кругах и не может служить основанием для такого вывода. Тем более что почитание Марии как «Regina caeli» широко распространено в церковном мире. Иконографических доказательств этой связи также нет. Те же соображения исключают и влияние культа Изиды. С 395 года языческие культы, включая религию Изиды, были запрещены в Римской империи. Это исключало возможность их значительного влияния.
Согласно Апокалипсису 12, женщина облачена в солнце, у её ног — луна, а вокруг головы — двенадцать звезд. Её часто отождествляют с богиней Юноной. В средневековой традиции её изображали как Regina caeli, с венком из двенадцати драгоценных камней на голове. Этот текст известен с IV века и изначально был связан с церковной символикой. Только в VI веке его начали применять к Марии. Эта интерпретация не обязательно основывалась на культе Юноны, но объяснялась доминирующим положением матери Иисуса, признанным после Эфесского собора в 431 году. Религиозная атмосфера позднеантичного общества была насыщена воспоминаниями о могущественных языческих богинях, их титулах и легендах. Некоторые из этих образов могли быть перенесены на мать Иисуса и, таким образом, способствовать формированию образа царственной Марии. Однако власть этих языческих богинь существенно отличалась от власти Богородицы: будучи верховными богинями, они обладали абсолютной властью. Ключевым моментом в названии «Regina caeli» было не это влияние, а параллель между земной Римской империей и небесным царством. Вывод был очевиден: как на земле есть императрица наряду с императором, так и на небесах есть царица — Мария, мать Христа.

## Почитание Марии как царицы во втором тысячелетии

### Усиление культа
Во втором тысячелетии почитание Марии как царицы усилилось, особенно на Западе. В эпоху Высокого Средневековья коронованная Царица Небесная стала главным образом изображения Марии.

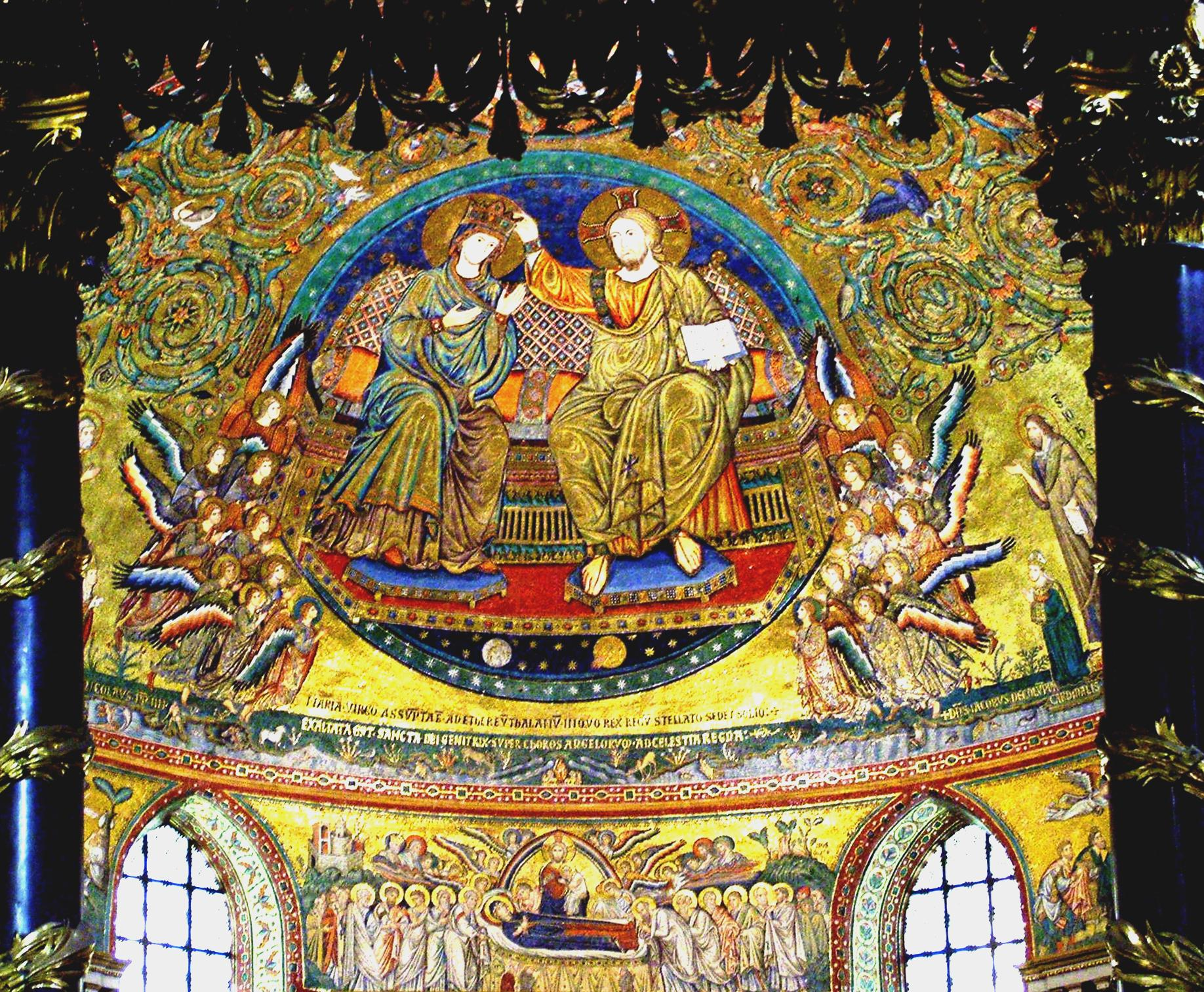
Рим, Санта Мария Маджоре, мозаика апсиды (1288—1292), Коронация Марии, Царицы Небесной

В последующие века к образу Мадонны добавились новые символы суверенитета. Например, около 1180 года в Испании появился лев на троне, который напоминал о царе Соломоне. Этот лев символизировал мудрость и царское происхождение Марии. Во времена Контрреформации образ Мадонны, стоящей на полумесяце, обрёл новые атрибуты. Теперь на голове Небесной Царицы была корона, в правой руке — скипетр, а на левой — благословляющий младенец или земной шар.
В средневековом благочестии королевская власть Марии была связана с её силой заступничества и правом короля защищать нуждающихся. После морской битвы при Лепанто в 1571 году в Париже распространился новый образ королевы — Марии как Царицы Мира. Однако в XVIII веке, с развитием демократических движений, этот образ утратил свою популярность.

### Фестиваль Мария Царица
В XIX веке в некоторых религиозных общинах и епархиях начали отмечать праздники, посвященные Царице Марии. Например, в 1845 году в Анконе праздновали Королеву всех Святых. Также подобные торжества проходили в Испании в 1870 году и в нескольких епархиях Латинской Америки. Папа Пий XII в конце Марианского года 1954 года выпустил энциклику «Ad caeli reginam» и установил праздник Марии Царицы для всей Церкви на 31 декабря. В 1969 году Римский католический календарь перенес этот праздник на 22 августа, связав его с Торжеством Девы Марии Вознесение. Праздник Непорочного Сердца Марии, отмечаемый 14 августа, был установлен после Торжества Святейшего Сердца Иисуса.

### Призывы в Литании Лорето
В Лоретанской литании содержатся следующие призывания Марии как Царицы:
- Королева Ангелов (Regina angelorum, 2 Августа)
- Царица Патриархов (Regina patriarcharum)
- Царица Пророков (Regina Prophetarum)
- Царица апостолов (Regina apostolorum, 5. Сентябрь)
- Царица мучеников (Regin martyrum)
- Королева исповедников (Regina исповедорум)
- Королева девственниц (Regina Virginum)
- Царица всех святых (Retina Sanctorum omnium, 31. Может)
- Королева, зачатая без первородного греха (Regina sine labe originali concepta, 8. Декабрь)
- Царица, вознесенная на небеса (Regin in caelum assumpta, 15. Август)
- Царица Святого Розария (Regina Sacratissimi rosarii, 7. Октябрь, Праздник Розария)
- Королева Семейств (Regina Familiarum)
- Королева мира (Регина Пацис)

## Галерея

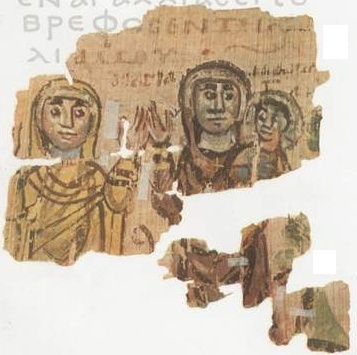
Александрийская всемирная хроника (392–412) 7v: Иисус, Мария, Елизавета
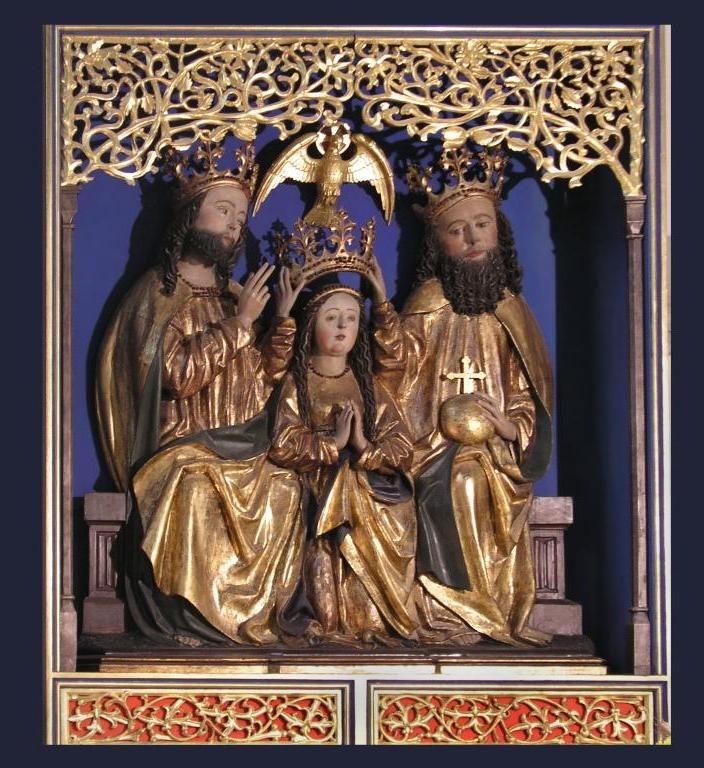
Алтарь Коронования Марии, Альтенбергский собор (XV век): Коронование Марии Святой Троицей
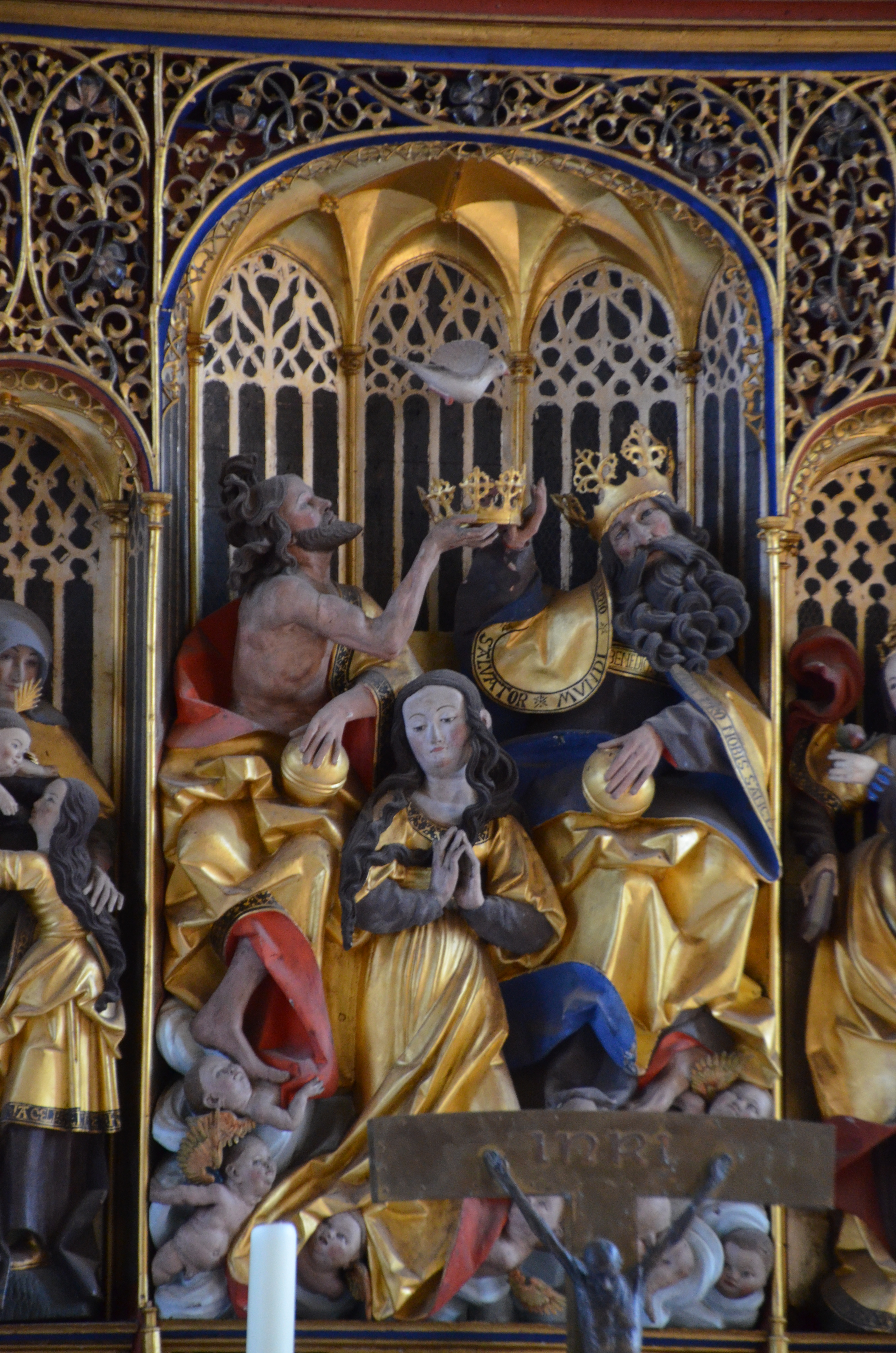
Тринитарная коронация Марии на алтаре церкви Святой Марии в Виттштоке ( Клаус Берг, около 1530 г.)